# Nagy Károly (író)
Nagy Károly (Szerencs, 1909. február – 1942) fiatalon, munkaszolgálatban elhunyt magyar író, költő. Elsődlegesen légiós és kalandregényeiről ismert.

## Élete
Nagy Károly (írói álnevein: Charles Lorre, Charley Long, Charles Greaph, Kockás Pierre és Roney Roppe) 1909 februárjában született. Életéről, családjáról, tanulmányairól semmiféle adat nem maradt fenn. Feltételezhetően zsidó családból származott, mivel 1942-ben munkaszolgálatra vezényelték, s ott halt meg. Neve nem szerepel a magyar sajtó világháborús áldozatai között sem. A Magyar könyvészet, 1945-1960; a Magyarországon nyomtatott könyvek szakosított jegyzéke szerint 156 bűnügyi, kalandos és többségében légiós kisregényt írt, Rejtő Jenő kor és sorstársaként. ígéretes költőként indult, de végül - hogy meg tudjon élni - váltott át a rendkívül népszerű légionista és kalandregényekre.
Fő figurája Kockás Pierre alakja a vidám magyar légiós regény egyik klasszikus figurája, a hihetetlen erejű, de jó szívű légionista mintája.

### Születésnapjának kérdése
Életéről lexikális adat nem maradt fenn, születésének éve és hónapja is csak úgy deríthető ki, hogy a Neked adom… című verseskötetének (mely 1928-ban jelent meg a Szivárvány irodalmi vállalat kiadásában) egyik dátummal is jelzett költemények a címe Tizenkilencedik születésnapomon (1928. február). Ehhez a verseskötethez Karinthy Frigyes írt előszót, melyben nem tudta eldönteni, hogy a költő versei tehetségtelenül jók vagy zseniálisan rosszak-e.

## Művei
Teljes gyűjteménye ma már nem lelhető fel, sok kisregénye az idők folyamán elveszett. Műveit a Mindenkinek van hangja! Olvass fel Te is! projekt keretében hangoskönyvekben olvassák fel amatőr hangoskönyvelők.

### Verseskötet
- Neked adom… [versek.] Bp. [1928], Szivárvány irodalmi vállalat

### Kaland és légiós regények
- [Nagy Károly] Long, Charley: A 3-as erőd nem felel. [Regény.] Bp. [1941], Glóbus ny. 64 l. – 15 cm.
- [Nagy Károly] Lorre, Charles: A 4-es erőd ellenáll… [Regény.] Bp. [1942], Aesopus. 64 l. – 15 cm.
- [Nagy Károly] Lorre, Charles: A 8-as erőd nincs többé. [Regény.] Bp. [1942], Glóbus ny. 32 l. – 15 cm.
- [Nagy Károly] Long, Charley: 21. közlegény. [Regény.] [Bp. 1941], Szerző, Glóbus ny. 64 l. – 15 cm.
- [Nagy Károly] Lorre, Charles: 40 baba és az Ali rabló. [Regény.] Csillaghegy [1941], Csillag. 64 l. – 19 cm. — Ua. + Két szökevény meg egy leány… Kalandos regény. + Gyanútlan Ali a légióban. Légiós regény. Bp. 1942, Mátyás Könyv- és Lapterjesztő Váll. 64, 64, 64 l. — Cím a borítófedélen: Elfújta a számum.
- [Nagy Károly] Lorre, Charles: A 202-es erőd. Regény. Bp. [1941], Rozs Kálmán. 64 l. – 15 cm. – Ua. 1942, Közművelődési Könyv- és Hírlapterjesztő kft. 32 l.
- Nagy Károly: Acélkisasszony. [Regény.] Bp. [1943], Bányai és Várkonyi ny. 158 l. – 20 cm.
- [Nagy Károly] Kockás Pierre: Afrika császára. [Regény.] [Bp. 1942], Kaland. 32 l. – 15 cm.
- [Nagy Károly] Long, Charley: Aki a bajt kavarja. [Regény.] [Bp. 1941], Aurora. 48 l. – 15 cm.
- [Nagy Károly] Kockás Pierre: Aki nekünk vermet ás… [Regény.] [Bp. 1942], Kaland. 32 l. – 15 cm.
- [Nagy Károly] Kockás Pierre: Aki utoljára nevet. [Regény.] [Bp. 1942], Kaland. 32 l. – 15 cm.
- [Nagy Károly] Lorre. Charles.: Aki utoljára nevet. Regény, Bp. [1943], Mátravölgyi ny. 190 l. – 18 cm.
- [Nagy Károly] Kockás Pierre: Angyalka rendet csinál. Regény. Bp. [1943], Kaland. 156 l. – 18 cm.
- Nagy Károly: Aranybilincs. [Bp. 1934], Világv. Reg. Kiadóváll. 64 l. – 15 cm. (Világvárosi Regények 123.)
- (Nagy Károly) Greaph, Charles: Az aranykaraván hősei. Regény. [Bp. 1940], Szerző, Hellas ny. 63 l. – 15 cm.
- Nagy Károly: Az aranykezű ember. Regény. Bp. [1933], Révész Géza. 64 l. – 15 cm. (Gong 36.)
- [Nagy Károly] Lorre, Charles: Bajnok megszökik. [Regény.] Pestszentlőrinc [1942], Mátyás Könyv- és Lapterjesztő Váll. 48 l. – 20 cm.
- [Nagy Károly] Long, Charley: Barátom a beduin. [Regény.] Pestszentlőrinc [1942], Mátyás Könyv- és Lapterjesztő Váll. 32 l. – 15 cm.
- [Nagy Károly) Lorre, Charles: Becsületrenddel kezdődik. [Regény.] Pestszentlőrinc [1942], Mátyás Könyv- és Lapterjesztő Váll. 48 l. – 19 cm.
- [Nagy Károly] Long, Charley: Benny minden lében kanál. [Regény.] [Bp. 1941], Aurora. 48 l. – 15 cm.
- [Nagy Károly] Long, Charley: Benny törvényt bont. [Regény.] [Bp. 1942], Aurora. 48 l. – 15 cm.
- Nagy Károly: A bestia. [Bp. 1935], Világv. Reg. Kiadóváll. 64 l. – 15 cm. (Világvárosi regények 192.)
- [Nagy Károly] Lorre, Charles: Csempészháború. [Regény.] [Bp. 1942], Kaland. 32 l. – 15 cm.
- Nagy Károly: Csók az utcán. [Bp. 1937], Literária. 63 l. – 15 cm. (Világvárosi regények 430.)
- Nagy Károly (Lorre, Charles): Csontváz kis hibával. [Regény.] [Bp. 1943], Nova. 286 l. – 19 cm.
- [Nagy Károly] Long, Charley: Csontváz légió. [Regény.] Pestszentlőrinc [1941], Mátyás Könyv- és Lapterjesztő Váll. 48 l. – 15 cm.
- [Nagy Károly] Lorre, Charles: Devan káplárt nem lehet megölni… [Regény.] [Bp. 1941], Aurora. 56 l. – 22 cm.
- [Nagy Károly] Lorre, Charles: Eddy a lázadó. [Regény.] [Bp. 1942], Aesopus. 64 l. – 15 cm.
- [Nagy Károly] Lorre, Charles: Éjféli sortűz. [Regény.] [Bp. 1941], Kaland. 48 l. – 15 cm.
- [Nagy Károly] Lorre, Charles: Az elátkozott brigád. [Regény.] [Bp. 1941], Kaland. 48 l. – 15 cm.
- [Nagy Károly] Lorre, Charles: Az elátkozott erőd. Regény. Bp. [1941], Közművelődési Könyv- és Hírlapterjesztő kft. 93 l. – 22 cm. — Ua. 2. kiad. **[1943], Rozs Kálmán. 160 l. – 19 cm. (MP3)
- [Nagy Károly] Lorre, Charles: Az elátkozott helyőrség. [Regény.] Bp. 1940, Közművelődési Könyv- és Hírlapterjesztő kft. 64 l. – 15 cm. — Ua. 2. kiad. *[1942.] 32 l.
- [Nagy Károly] Long, Charley: Az elfelejtett erőd. Regény. Ford. Nagy Károly. [Bp. 1941], Modern Kiadó. 192 l. – 18 cm.
- [Nagy Károly] Lorre, Charles: Az ellopott légionista. [Bp. 1942], 160 l. – 18 cm. (A Nova kalandos regényei 189.) (MP3)
- [Nagy Károly] Lorre, Charles: Az ellopott oázis. [Regény.] [Bp. 1941], Kaland. 48 l. – 15 cm.
- Nagy Károly: Az ellopott taps. [Bp. 1936], Literária. 64 l. – 15 cm. (Világvárosi regények 326.) (Online )
- [Nagy Károly] Lorre, Charles: Az elsikkasztott brigád. [Regény.] Kispest 1941, Dózsa Balázs. 64 l. – 20 cm. (Humor könyvei.) — Ua. Csillaghegy. Csillag. Sorozaton kívül.
- [Nagy Károly] Long, Charley: Az elsikkasztott erőd. [Regény.] [Bp. 1941], Szerző, Faragó ny. 48 l. – 15 cm.
- [Nagy Károly] Lorre, Charles: Az elsodort lány. [Regény.] Bp. [1943], Kaland. 192 l. – 18 cm.
- Nagy Károly: Az első kaland. [Bp. 1934], Világv. Reg. Kiadóváll. 64 l. – 15 cm. (Világvárosi regények 136.)
- [Nagy Károly] Lorre, Charles: Az elveszett újonc. [Regény.] [Bp. 1941], Kaland. 48 l. – 15 cm.
- [Nagy Károly] Lorre, Charles: Egy ember eltűnt. [Regény.] Ford. Nagy Károly. [Bp. 1939], Fordító, Közművelődési Könyv- és Hírlapterjesztő kit. 64 l. – 15 cm.
- [Nagy Károly] Lorre, Charles: Egy erőd kiadó. [Regény.] [Bp. 1941], Kaland. 48 I. – 15 cm.
- [Nagy Károly] Long, Charley: Eszeveszett Benny. [Regény.] [Bp. 1941], Aurora. 48 l. – 15 cm.
- [Nagy Károly] Kockás Pierre: A falrafestett ördög. [Regény.] [Bp. 1942], Kaland. 32 l. – 15 cm.
- [Nagy Károly] Lorre, Charles: A fekete mágus. [Regény.] Bp. [1942], Glóbus ny. 32 l. – 15 cm.
- [Nagy Károly] Lorre, Charles: A fekete század. Regény. Bp. [1941], Rozs Kálmán. 64 l. – 15 cm. — Ua. [1942.] Közművelődési Könyv- és Hírlapterjesztő kft. 32 l.
- [Nagy Károly] Kockás Pierre: A fekete vitorlás. [Regény.] [Bp. 1942], Kaland. 32 l. – 15 cm.
- [Nagy Károly] Lorre, Charles: Fogadásból a légióban. [Regény.] Bp. [1940], Közművelődési Könyv- és Hírlapterjesztő kft. 64 l. – 15 cm. — Ua. [1942]. 32 l.
- Nagy Károly: Gaston, a gazember. [Bp. 1938], Literária. 63 l. – 15 cm. (Világvárosi regények 524.)
- Nagy Károly: Gaston és a királyleány. [Regény.] [Bp. 1941], Kaland. 32 l. – 15 cm.
- Nagy Károly: A gazdagság nem szégyen. [Bp. 1938], Literária. 63 l. – 15 cm. (Világvárosi regények 486.)
- Nagy Károly: Gladys pofont kap. [Bp. 1937], Literária. 64 l. – 15 cm. (Világvárosi regények 420.)
- Nagy Károly: A gróf a vízbefúlt. [Bp. 1937], Literária. 63 l. – 15 cm. (Világvárosi regények 478.)
- [Nagy Károly] Lorre, Charles: Gyanútlan Ali a légióban. Légiós regény. Csillaghegy [1941], Csillag. 64 l. – 19 cm. — Ua. -“- : 40 baba és az Ali rabló.
- [Nagy Károly] Lorre, Charles: H. P. Johnny és az igazság. [Regény.] Bp. 1941, Bak. 32 l. – 15 cm.
- [Nagy Károly] Lorre, Charles: A halálkaraván. [Regény.] [Bp. 1941], Kaland. 48 l. – 15 cm.
- [Nagy Károly] Kockás Pierre: Halálos küldetés. [Regény.] Bp. [1941], Kaland. 32 l. – 15 cm.
- [Nagy Károly] Lorre, Charles: A halálraj. Regény. Bp. [1941], Rozs Kálmán. 64 l. – 15 cm. — Ua. [1942], Közművelődési Könyv- és Hírlapterjesztő kft. 32 l.
- [Nagy Károly] Lorre, Charles: A hallgatás tornya. [Regény.] Bp. [1942], Glóbus ny. 32 l. – 15 cm.
- [Nagy Károly] Lorre, Charles: A halott visszaüt. [Regény.] [Bp. 1941], Kaland. 48 l. – 15 cm.
- [Nagy Károly] Lorre, Charles: Hárman a Szahara ellen. [Regény.] Bp. [1940], Közművelődési Könyv- és Hírlapterjesztő kft. 64 l. – 15 cm. — Ua. [1942]. 32 l.
- [Nagy Károly] Lorre, Charles: Hárman egy ország ellen. [Regény.] [Bp. 1941], Aurora. 64 l. – 15 cm.
- Nagy Károly: Hazárdjáték a szívvel. [Regény.] Bp. [1942], Glóbus ny. 32 l. – 15 cm.
- [Nagy Károly] Long, Charley: Hidegre teszünk. [Regény.] Pestszentlőrinc [1942], Mátyás Könyv- és Lapterjesztő Váll. 32 l. – 15 cm.
- [Nagy Károly] Long, Charley: Holtak dzsungelja. [Regény.] Pestszentlőrinc [1941], Mátyás Könyv- és Lapterjesztő Váll. 32 l. – 15 cm.
- [Nagy Károly] Long, Charley: A homok haramiái. [Regény.] Pestszentlőrinc [1942], Mátyás Könyv- és Lapterjesztő Váll. 32 l. – 15 cm.
- [Nagy Károly] Long, Charley: “Hotel Alvilág”. Bp. [1942], Aesopus. 160 l. – 17 cm. (Koronás regények.)
- Nagy Károly: A kaszás őrvezető. Charles Lorre újabb kalandjai. Regény. [Bp. 1943], Unio. 238 l. – 20 cm.
- [Nagy Károly] Lorre, Charles: Két szökevény meg egy leány… Kalandos regény. Csillaghegy [1941], Csillag. 64 l. – 19 cm. — Ua. -“-: 40 baba és az Ali rabló.
- [Nagy Károly] Lorre, Charles: Kétbal Bili közbelép. [Regény.] [Bp. 1942], Kaland. 32 l. – 15 cm.
- Nagy Károly: A kínai fal. [Bp. 1933], Világv. Reg. Kiadóváll. 64 l. – 15 cm. (Világvárosi regények 99.)
- Nagy Károly: A király vakációja. [Bp. 1937], Literária. 64 l. – 15 cm. (Világvárosi regények 381.)
- Nagy Károly: Klári érettségije. [Bp. 1935], Világv. Reg. Kiadóváll. 64 l. – 15 cm. (Világvárosi regények 229.)
- Nagy Károly: Kockás, a nevető honvéd. [Regény.] [Bp. 1942], Soóky. 32 l. – 15 cm.
- [Nagy Károly] Lorre, Charles: Kockás a pokolban. [Regény.] [Bp.] 1941, Aurora. 48 l. – 14 cm.
- [Nagy Károly] Lorre, Charles: Kockás és a fekete kéz. [Regény.] Bp. [1942], Kaland. 32 l. – 14 cm.
- [Nagy Károly] Lorre, Charles: Kockás és a halálkülönítmény. Regény. Bp. [1941], Közművelődési Könyv-és Hírlapterjesztő kft. 48 l. – 21 cm.	119.934
- [Nagy Károly] Lorre, Charles: Kockás és a másik kettő Regény. Bp. [1941], Közművelődési Könyv- és Hírlapterjesztő kft. 64 l. – 15 cm. — Ua. [1942.] 32 l.
- [Nagy Károly] Lorre, Charles: Kockás kijózanodik. [Regény.] [Bp. 1942], Kaland. 32 l. – 15 cm.
- [Nagy Károly] Lorre, Charles: Kockás megszökik. Regény. Bp. [1940], Közművelődési Könyv- és Hírlapterjesztő kft. 62 l. – 15 cm. — Ua. 1942. 32 l.
- [Nagy Károly] Lorre Charles: Kockás milliomos lesz. IRegénv.] Bp. [1941], Kaland. 32 l. – 15 cm.
- [Nagy Károly] Lorre, Charles: Kockás mindenkin segít. [Regény.] [Bp. 1942], Kaland. 32 l. – 15 cm.
- [Nagy Károly] Lorre, Charles: Kockás Pierre becsülete. [Regény.] [Bp. 1941], Kaland. 48 l. – 15 cm.
- [Nagy Károly] Lorre, Charles: Kockás Pierre bosszút áll. Regény. Bp. [1940], Közművelődési Könyv- és Hírlapterjesztő kft. 63 l. – 15 cm. — Ua. 1942. 32 l.
- [Nagy Károly] Lorre, Charles: Kockás Pierre civilben. [Regény.] Bp. [1942], Glóbus ny. 32 l. – 15 cm.
- [Nagy Károly] Lorre, Charles: Kockás Pierre csapdában. [Regény.] [Bp. 1941], Kaland. 48 l. – 15 cm.
- [Nagy Károly] Lorre, Charles: Kockás Pierre egy földrész ellen… [Regény.] Pestszentlőrinc [1942], Mátyás Köjnyv- és Lapterjesztő Váll. 48 l. – 19 cm.
- [Nagy Károly] Lorre, Charles: Kockás Pierre és a Gombolyag. [Regény.] Csillaghegy [1941], Csillag. 64 l. – 19 cm.
- [Nagy Károly] Lorre, Charles: Kockás Pierre meg én. [Regény.] [Bp. 1941], Aurora. 48 l. – 15 cm.
- [Nagy Károly] Lorre, Charles: Kockás Pierre öröksége. [Regény.] [Bp. 1941], Aurora. 96 l. – 15 cm.
- [Nagy Károly] Lorre, Charles: Kockás Pierre rendet csinál. [Regény.] [Bp. 1941], Aurora. 48 l. – 15 cm.
- [Nagy Károly] Lorre, Charles: Kockás Pierre vállalkozása. [Regény.] [Bp. 1940], Közművelődési Könyv-és Hírlapterjesztő kft. 64 l. – 15 cm. — Ua. [1942.] 32 l.
- [Nagy Károly] Lorre, Charles: Kockás Pierre visszaüt. [Regény.] [Bp. 1941], Aurora. 48 l. – 15 cm.
- [Nagy Károly] Lorre, Charles: Kockás Pierre zsebtolvajt fog… [Regény.] Csillaghegy [1941], Csillag. 64 l. – 20 cm.
- [Nagy Károly] Lorre, Charles: Kockás Pierret kölcsön kérik. [Regény.] Bp. [1942], Glóbus ny. 32 l. – 15 cm.
- [Nagy Károly] Lorre, Charles: Kockás szabadságon. Regény. Bp. [1941], Közművelődési Könyv- és Hírlapterjesztő kft. 62 l. – 15 cm. — Ua. [1942.] 32 l.
- [Nagy Károly] Lorre, Charles: A légió becsülete. [Regény.] Bp. [1942], Glóbus ny. 32 l. – 15 cm.
- [Nagy Károly] Lorre, Charles: A légió kalandora. [Regény.] Bp. [1940], Közművelődési Könyv- és Hírlapterjesztő kft. 94 l. – 21 cm. — Ua. 2. kiad. [1944], Magyari. 160 l. – 19 cm.
- [Nagy Károly] Lorre, Charles: A légió kísértete. Regény. Bp. [1939], Közművelődési Könyv- és Hírlapterjesztő kft. 64 l. – 15 cm. — Ua. [1942], 32 l. (MP3)
- [Nagy Károly] Lorre, Charles: A légió őrangyala. Regény. Bp. [1941], Rozs Kálmán. 64 l. – 15 cm. — Ua. [1942.] 32 l.
- [Nagy Károly] Lorre, Charles: “A légió szégyene”. Regény. Bp. [1940], Közművelődési Könyv- és Hírlapterjesztő kft. 94 l. – 21 cm. — Ua. [1944], Magyari. 148 l. – 19 cm.
- [Nagy Károly] Long, Charley: Legjobbkor a légió. [Regény.] Csillaghegy [1941], Csillag. 48 l. – 15 cm.
- [Nagy Károly] Lorre, Charles: Lepecsételt parancs. [Regény.] [Bp. 1941], Kaland. 48 l. – 15 cm.
- [Nagy Károly] Kockás Pierre: Lorre, a gazember. [Regény.] Bp. [1941], Kaland. 48 l. – 15 cm.
- [Nagy Károly] Kockás Pierre: Lorre a kém. [Regény.] [Bp. 1942], Kaland. 32 l. – 15 cm.
- [Nagy Károly] Kockás Pierre: Lorre az alvilágban. [Regény.] [Bp. 1942], Kaland. 32 l. – 15 cm.
- [Nagy Károly] Kockás Pierre: Lorre légionista. [Regény.] [Bp. 1941], Kaland. 48 l. – 15 cm.
- [Nagy Károly] Kockás Pierre: Lorre meg én. [Regény.] Ford. Nagy Károly. [Bp. 1942], Unio. 160 l. – 20 cm.
- [Nagy Károly] Kockás Pierre: Lorre őrmester úr. [Regény.] [Bp. 1942], Kaland. 32 l. – 15 cm.
- [Nagy Károly] Lorre. Charles: Lorre várat lop. [Regény.] [Bp. 1942], Kaland. 32 l. – 15 cm.
- [Nagy Károly] Lorre, Charles: Magnus őrmester. [Regény.] Bp. [1940], Közművelődési Könyv- és Hírlapterjesztő kft. 63 l. – 15 cm. — Ua. [1942.] 32 l.
- [Nagy Károly] Lorre, Charles: Monsieur “X” a légióban. Regény. Bp. [1941], Rozs Kálmán. 64 l. – 15 cm. — Ua. [1942] 32 l.
- Nagy Károly: A napkeleti lány. [Regény.] [Bp. 1941], Kaland. 48 l. – 15 cm.
- Nagy Károly: Négy óra az élet. [Bp. 1937], Literária. 63 l. – 15 cm. (Világvárosi regények 448.)
- [Nagy Károly] Lorre, Charles: A néma erőd. [Regény.] [Bp. 1941], Kaland. 48 l. – 15 cm.
- [Nagy Károly] Kockás Pierre: A névtelen káplár. [Regény.] [Bp. 1942], Kaland. 32 l. – 15 cm.
- [Nagy Károly] Long, Charley: Az öngyilkos század. Ford. Nagy Károly. Bp. [1941], Modern Kiadó. 192 l. – 19 cm. (Modern regény.)
- [Nagy Károly] Kockás Pierre: Az ördög cimborája. [Regény.] Bp. [194?], Glóbus ny. 159 l. – 15 cm.
- [Nagy Károly] Kockás Pierre: Párbaj a sivatagban. [Regény.] Bp. [1942], Glóbus ny. 32 l. – 16 cm.
- [Nagy Károly] Lorre, Charles: Párbaj a Szaharában. Regény. Ford. Nagy Károly. [Bp. 1939], Fordító, Közművelődési Könyv- és Hírlapterjesztő kft. 64 l. – 15 cm. — Ua. 2. Idád. [1942.] 32 l.
- [Nagy Károly] Lorre, Charles: A pokol hercege. [Regény.] [Bp. 1942], Aurora. 80 l. – 15 cm.
- [Nagy Károly] Lorre, Charles: A pokol rabszolgái. [Regény.] Bp. [1940], Közművelődési Könyv- és Hírlapterjesztő kft. 96 l. – 22 cm. — Ua. 2. kiad. [194?] Rozs Kálmán 158 l. – 19 cm.
- Nagy Károly: A reklámherceg. Bp. [1936], Literária. 64 l. – 14 cm. (Világvárosi regények 267.)
- Nagy Károly: Rendkívüli külön kiadás. Regény. Bp. [1933], Révész Géza. 64 l. – 15 cm. (Gong 12.)
- [Nagy Károly] Lorre, Charles: A sárga pokol. [Regény.] Ford. Nagy Károly. Bp. [1941], Jelenffy Mihály. 160 l. – 21 cm.
- [Nagy Károly] Lorre, Charles: A sátánlégió. (Kockás Pierre önállósítja magát.) Ford. Nagy Károly. Bp. [1942], Bányai és Várkonyi ny. 160 l. – 18 cm. (A Kaland 1 pengős regényei.)
- [Nagy Károly] Lorre, Charles: A sivatag császára. [Regény.] [Bp. 1941], Aurora. 48 l. – 15 cm. — Ua. 2. kiad. [1942.] 64 l.
- [Nagy Károly] Lorre, Charles: A sivatag démona. [Regény.] Bp. [1940], Közművelődési Könyv- és Hírlapterjesztő kft. 95 l. – 22 cm.
- [Nagy Károly] Lorre, Charles: A sivatag fantomja. [Regény.] [Bp. 1941], Aurora. 48 l. – 14 cm.
- [Nagy Károly] Lorre, Charles: A sivatag kalóza. [Regény.] [Bp. 1941], Kaland. 48 l. – 15 cm.
- [Nagy Károly] Lorre, Charles: A sivatagi őrjárat. [Regény.] [Bp. 19401, Közművelődési Könyv- és Hírlapterjesztő kft. 64 l. – 15 cm. — Ua. [1942.] 32 l.
- Nagy Károly: Sortűz! [Bp. 1937], Literária. 64 l. – 15 cm. (Világvárosi regények 397.)
- [Nagy Károly] Lorre, Charles: A Szahara rabszolgái. [Regény.] Angolból ford. Nagy Károly. Bp. [1941], Jelenffy. 173 l. – 21 cm.
- Nagy Károly: Szélhámosok. [Bp. 1936], Literária. 64 l. – 15 cm. (Világvárosi regények 296.)
- [Nagy Károly] Lorre, Charles: A szent város kincse. [Regény.] Bp. [1942], Glóbus ny. 32 l. – 15 cm.
- [Nagy Károly] Long, Charley: Szerelem az Alpesek-ben. [Regény.] [Bp. 1941], Szerző, Glóbus ny. 128 l.- 15 cm.
- Nagy Károly: A szerelem tréfa… Regény. Bp. 1937, Rekord. 194 l. – 17 cm.
- [Nagy Károly] Lorre, Charles: A titkok temploma. [Regény.] [Bp. 1942], Kaland. 32 l. – 15 cm.
- Nagy Károly: Tizenkét gyémánt. [Regény.] Bp. [19391, Literária. 31 l. – 15 cm. (Világvárosi regények 683.)
- [Nagy Károly] Kockás Pierre: Az utolsó pofon. [Regény.] Bp. [1942], Glóbus ny. 32 l. – 15 cm.
- Nagy Károly: Az utolsó rekord. [Bp. 1938], Literária. 63 l. – 15 cm. (Világvárosi regények 499.)
- Nagy Károly: Ükapám a rablólovag. [Regény.] Bp. [1942], Faragó ny. 32 l. – 15 cm.
- Nagy Károly: Ükapám bevonul… [Regény.] Pestszentlőrinc [1942], Mátyás Könyv- és Lapterjesztő Váll. 32 l. – 15 cm.
- [Nagy Károly] Roney-Roppe: Vadnyugat kalandora. [Regény.] [Bp. 1941], Szerző, Faragó ny. 64 l. – 15 cm.
- [Nagy Károly] Lorre, Charles: A vasöklű légionista. [Regény.] [Bp. 1941], Kaland. 32 l. – 15 cm.
- [Nagy Károly] Lorre, Charles: A végzetes kürtjel. [Regény.] Bp. [1941], Bak. 32 l. – 15 cm.
- [Nagy Károly] Lorre, Charles: A végzetes parancs. Regény. Bp. [1941], Rozs Kálmán. 64 l. – 15 cm. — Ua. [1942], Közművelődési Könyv- és Hírlapterjesztő kit. 32 l.
- Nagy Károly: A végzetes tánc. [Bp. 1936], Literária. 64 l. – 16 cm. (Világvárosi regények 343.)
- [Nagy Károly] Lorre, Charles: Vigyorgó Gaston, a légionárius. Regény. Bp. [1940], Közművelődési Könyv- és Hírlapterjesztő kft. 61 l. – 22 cm.
- [Nagy Károly] Lorre, Charles: Vigyorgó Gaston – az áruló. Regény. Bp. [1941], Közművelődési Könyv- és Hírlapterjesztő kft. 64 l. – 21 cm.
- [Nagy Károly] Lorre, Charles: A vigyorgó légionista. [Bp. 1942], Unio. 160 l. – 15 cm. (Nyolcvannyolcas [regények].)
- Nagy Károly: Vissza az egész! Bp. [1941], Literária. 32 l. – 15 cm. (Világvárosi regények 809.)
- [Nagy Károly] Long Charley: A visszaszerzett erőd. [Regény.] [Bp. 1941], Csillag. 48 l. – 15 cm.
- [Nagy Károly] Long Charley: Volt egyszer egy légiós … [Regény.] Pestszentlőrinc [1942], Mátyás Könyv- és Lapterjesztő Váll. 48 l. – 19 cm.
- Nagy Károly: A züllött asszony. [Bp. 1936], Literária. 64 l. – 15 cm. (Világvárosi regények 285.)
- Nagy Károly: A züllött világbajnok. [Bp. 1937], Literária. 63 l. – 15 cm. (Világvárosi regények 464.)[6]